# Правни факултет за привреду и правосуђе Универзитета Привредна академија
Правни факултет за привреду и правосуђе је правни факултет у Новом Саду који ради у склопу Универзитета Привредна академија. Основан је 2000. године под називом Правни факултет за образовање дипломираних правника за потребе привреде и правосуђа у Новом Саду. Највећи је приватни правни факултет у Србији.
Поред седишта у Новом Саду, такође има акредитоване високошколске јединице у Београду, Суботици, Шапцу, Нишу и Баточини, као и канцеларије за информације о упису и студијама у Крагујевцу, Лесковцу, Шиду и Загребу.

## Историја
Правни факултет за привреду и правосуђе основан је 2000. године као један од факултета Универзитета Привредна академија, под називом Правни факултет за образовање дипломираних правника за потребе привреде и правосуђа у Новом Саду са седиштем у улици Цвећарска број 1.
На основу дугогодишњег искуства као редовног професора и шефа Катедре привредноправних наука Правног факултета, Универзитета у Новом Саду, оснивач Правног факултета за образовање дипломираних правника за привреду и правосуђе проф. Славко Царић је у наставни план и програм имплементирао знање акумулирано годинама, што је резултирало новим, напреднијим системом образовања и веома специфичним, до тада непримењиваним начином рада са студентима.
Наставни план и програм био је конципиран са тежиштем на уско стручне предмете који су везани директно за привреду наше земље која се у време оснивања Факултета налазила у процесу транзиције, те се стари систем образовања није могао адаптирати новонасталим променама. У наставни план и програм били су уведени стручни предмети везани за савремено пословање банака, привредних субјеката и правосуђа и предмети као што су право Европске уније, дипломатско и конзуларно право, право спољне трговине у којима се проучава функција међународног права и међународне заједнице као и начин на који међународни систем и глобализација утиче на Србију и правни систем Србије. Знање студента Правног факултета је тиме обухватало систем унутрашњег права и његову повезаност са међународним правом.
Образовању врхунског кадра доприносила је пракса коју је Факултет редовно организовао у тадашњим водећим банкарским институцијама и правосудним органима и на тај начин омогућавао да се знање стечено у току наставе директно примени у пракси. Бољем образовању доприносио је и начин рада професора са студентима у малим, менторским групама које су биле један од стандарда прописаних Болоњском декларацијом, а који се до тада у школству овог факултета није примењивао.
Пресељење у објекат у улици Гери Кароља број 1, већег капацитета 2006/2007. школске године био је један је од многих корака које Факултет чини у циљу обезбеђивања бољих услова рада и стандарда студената. Приликом дефинисања и структурирања наставног плана и програма Факултет се руководио интересима студената, њиховим опредељењем за квалитетно образовање и стручну оспособљеност за изабрано подручје рада.

## Студије
Основне академске студије
- Студијски програм опште право
- Студијски програм право, безбедност и криминалистика

Мастер академске студије
- Студијски програм опште право
- Студијски програм унутрашњи послови

Докторске академске студије
- Студијски програм кривично право
- Привредно-правни студијски програм